# Commissario europeo per l'allargamento e la politica di vicinato
Il commissario europeo per l'allargamento e la politica di vicinato è un membro della Commissione europea. La carica dal 1º dicembre 2024 è ricoperta dalla slovena Marta Kos.

## Competenze
Il dicastero si occupa delle politiche dell'Unione Europea verso i paesi collocati vicino ai suoi confini esterni, dunque verso i paesi dell'Europa orientale, dei Balcani, del Levante mediterraneo e del Nord Africa. Le politiche di allargamento sono indirizzate ai paesi che in futuro potranno diventare stati membri dell'Unione Europea (dunque i paesi dell'Europa orientale e sud-orientale), mentre le politiche di vicinato riguardano i paesi per cui non è prevista questa possibilità.
Al Commissario per l'allargamento e la politica di vicinato fa capo la Direzione Generale per l'allargamento, diretta dal britannico Michael Leigh.

### Allargamento
Negli scorsi decenni il numero degli stati membri dell'Unione europea è già passato da 6 a 28. L'allargamento è uno degli aspetti più importanti della costruzione europea ed è stato fondamentale per affermarne l'influenza sull'Europa centro-orientale dopo la fine della guerra fredda e stabilizzare quei paesi.
Sono in corso i negoziati di adesione dal 3 ottobre 2005 con la Turchia, dal 27 luglio 2011 con l'Islanda e dal 29 giugno 2012 con il Montenegro.
Hanno presentato domanda di adesione il 22 marzo 2004 la Repubblica di Macedonia, il 28 aprile 2009 l'Albania e il 22 dicembre 2009 la Serbia.

### Politica di vicinato
La politica europea di vicinato è stata progressivamente sviluppata per stringere rapporti con i paesi vicini ai confini dell'Unione europea ma collocati al di fuori del continente europeo o lontani da una prospettiva di adesione all'Unione.
Nei primi mesi del 2011 la politica europea di vicinato ha assunto particolare rilevanza a causa dei cambiamenti politici nel Nord Africa, che hanno richiesto una revisione della politica europea e un suo rafforzamento.

## Il commissario
Dal 1º dicembre 2024 l'incarico è ricoperto da Marta Kos.

## Cronologia
|    | Commissario          | Stato membro | Commissione                             | Durata          | Incarico                                                                                |
| -- | -------------------- | ------------ | --------------------------------------- | --------------- | --------------------------------------------------------------------------------------- |
| 1  | Jean-François Deniau | Francia      | Commissione Rey                         | 1967-1970       | Allargamento, Commercio estero e Paesi in via di Sviluppo                               |
| 2  | Lorenzo Natali       | Italia       | Commissione Jenkins e Commissione Thorn | 1977-1985       | Ambiente e Sicurezza Nucleare, Politiche mediterranee e Allargamento ed Informazione    |
| 3  | Claude Cheysson      | Francia      | Commissione Delors I                    | 1985-1989       | Politica Mediterranea e Relazioni con l'America Latina                                  |
| 4  | Abel Matutes         | Spagna       | Commissione Delors II                   | 1989-1992       | Politica Mediterranea e Relazioni con l'America Latina                                  |
| 5  | Hans van den Broek   | Paesi Bassi  | Commissione Delors III                  | 1993-1995       | Allargamento                                                                            |
| 6  | Manuel Marín         | Spagna       | Commissione Santer e Commissione Marin  | 1995-1999       | Relazioni con i Paesi del Sud del Mediterraneo, dell'America Latina e del Medio Oriente |
| 7  | Hans van den Broek   | Paesi Bassi  | Commissione Santer e Commissione Marin  | 1995-1999       | Relazioni con i Paesi dell'Europa Centrale e dell'Est                                   |
| 8  | Günter Verheugen     | Germania     | Commissione Prodi                       | 1999-2004       | Allargamento                                                                            |
| 9  | Janez Potočnik       | Slovenia     | Commissione Prodi                       | 2004            | Allargamento                                                                            |
| 10 | Olli Rehn            | Finlandia    | Commissione Barroso I                   | 2004-2010       | Allargamento                                                                            |
| 11 | Štefan Füle          | Rep. Ceca    | Commissione Barroso II                  | 2010-2014       | Allargamento e Politica di Vicinato                                                     |
| 12 | Johannes Hahn        | Austria      | Commissione Juncker                     | 2014-2019       | Politica di Vicinato e Negoziati di Allargamento                                        |
| 13 | Olivér Várhelyi      | Ungheria     | Commissione von der Leyen I             | 2019-2024       | Vicinato e Allargamento                                                                 |
| 14 | Marta Kos            | Slovenia     | Commissione von der Leyen II            | 2024- in carica | Allargamento                                                                            |